# Urnshausen
Urnshausen è una frazione del comune tedesco di Dermbach, nel Land della Turingia.

## Storia
Il 1º gennaio 2019 il comune di Urnshausen venne aggregato al comune di Dermbach.